# 텔텔보이
《텔텔보이》는 쾌걸 근육맨 2세에 등장하는 초인이다.

## 프로필
- 출신 : 홍콩
- 신장 : 198cm
- 체중 : 240kg
- 초인강도 : 130만 파워

## 소개
성우는 정승욱. 케빈마스크, MAX맨과 함께 다니는 악의 초인 중 하나로, 근육 만타로와 겨루지만, 근육 만타로의 필살기를 받고 패배한다. 나중에 MAX맨에게 도움을 요청하지만, MAX맨의 펀치를 받고 또 뻗어버린다.